# Moussac (Vienne)
Moussac é uma comuna francesa na região administrativa da Nova Aquitânia, no departamento de Vienne. Estende-se por uma área de 24,69 km². Em 2010 a comuna tinha 455 habitantes (densidade: 18,4 hab./km²).